# Degeneriaceae
Degeneriaceae is een botanische naam, voor een plantenfamilie in de bedektzadigen. Een familie onder deze naam wordt regelmatig erkend door systemen voor plantentaxonomie, en zo ook door het APG-systeem (1998) en het APG II-systeem (2003).
In het Cronquist-systeem (1981) werd de familie ook geplaatst in een orde Magnoliales, die daar echter een andere samenstelling had (en groter was).
De familie bestaat uit slechts één geslacht: Degeneria.